# Spočinek

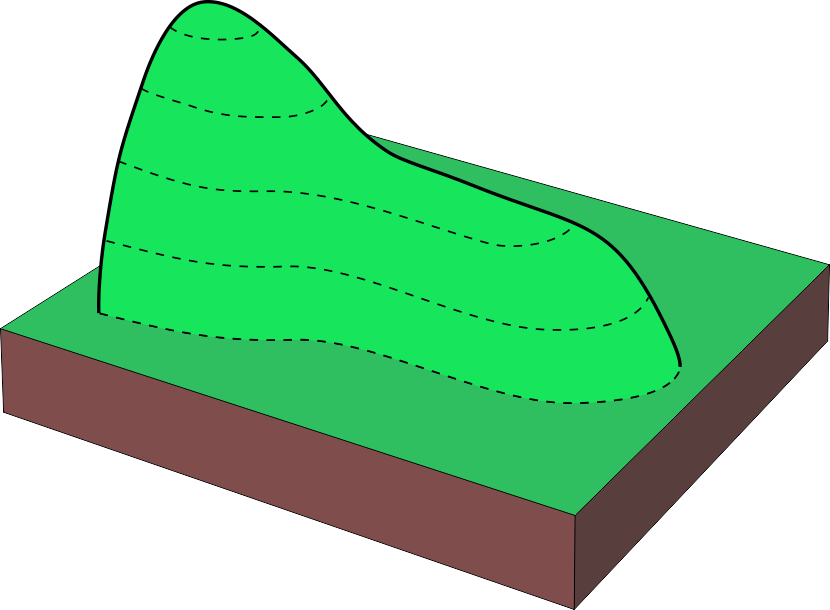
Nákres hřbetu se spočinkem

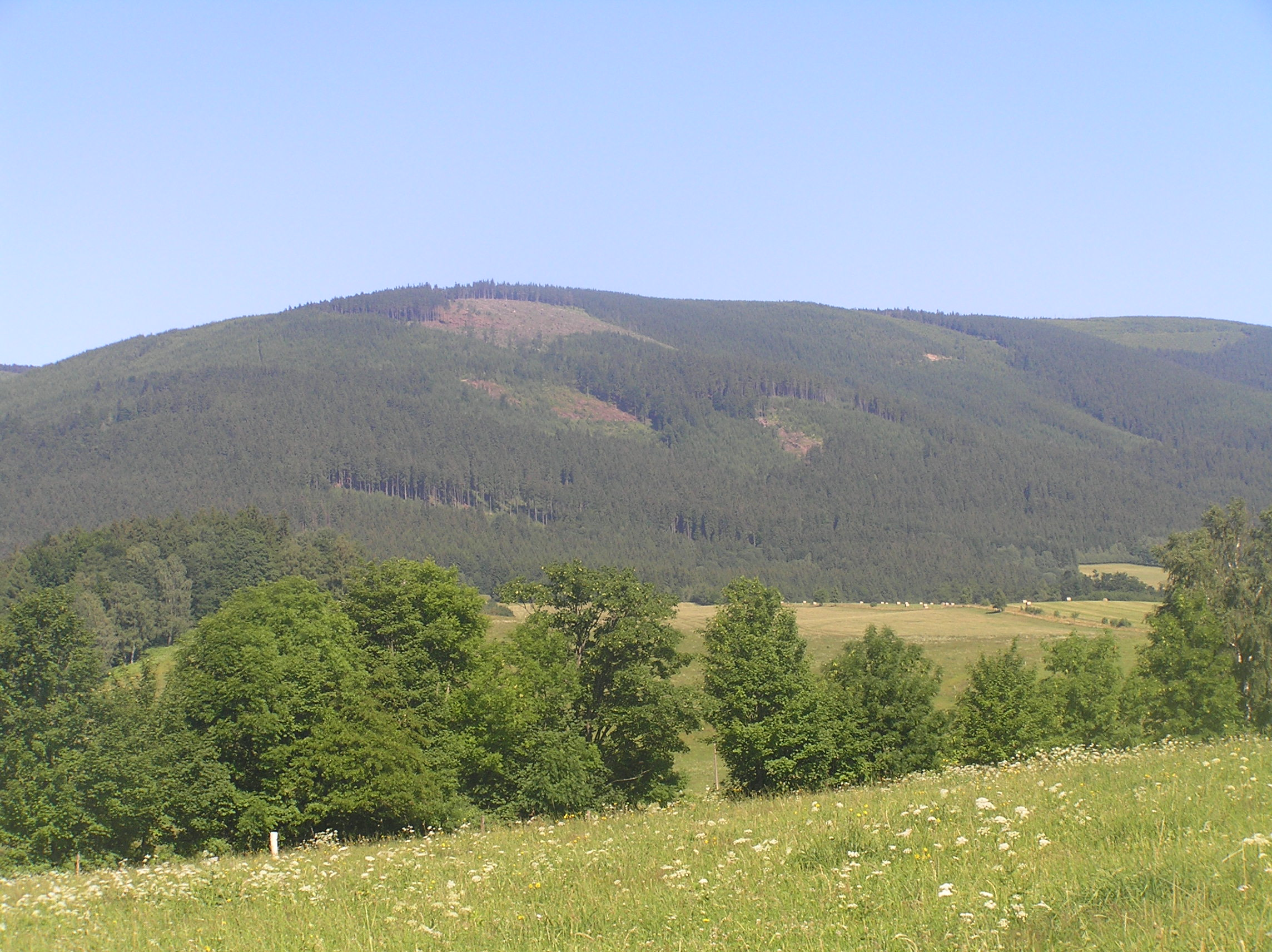
Spočinek Tetřeví hora z údolí (JV) vypadá jako hora s vrcholem

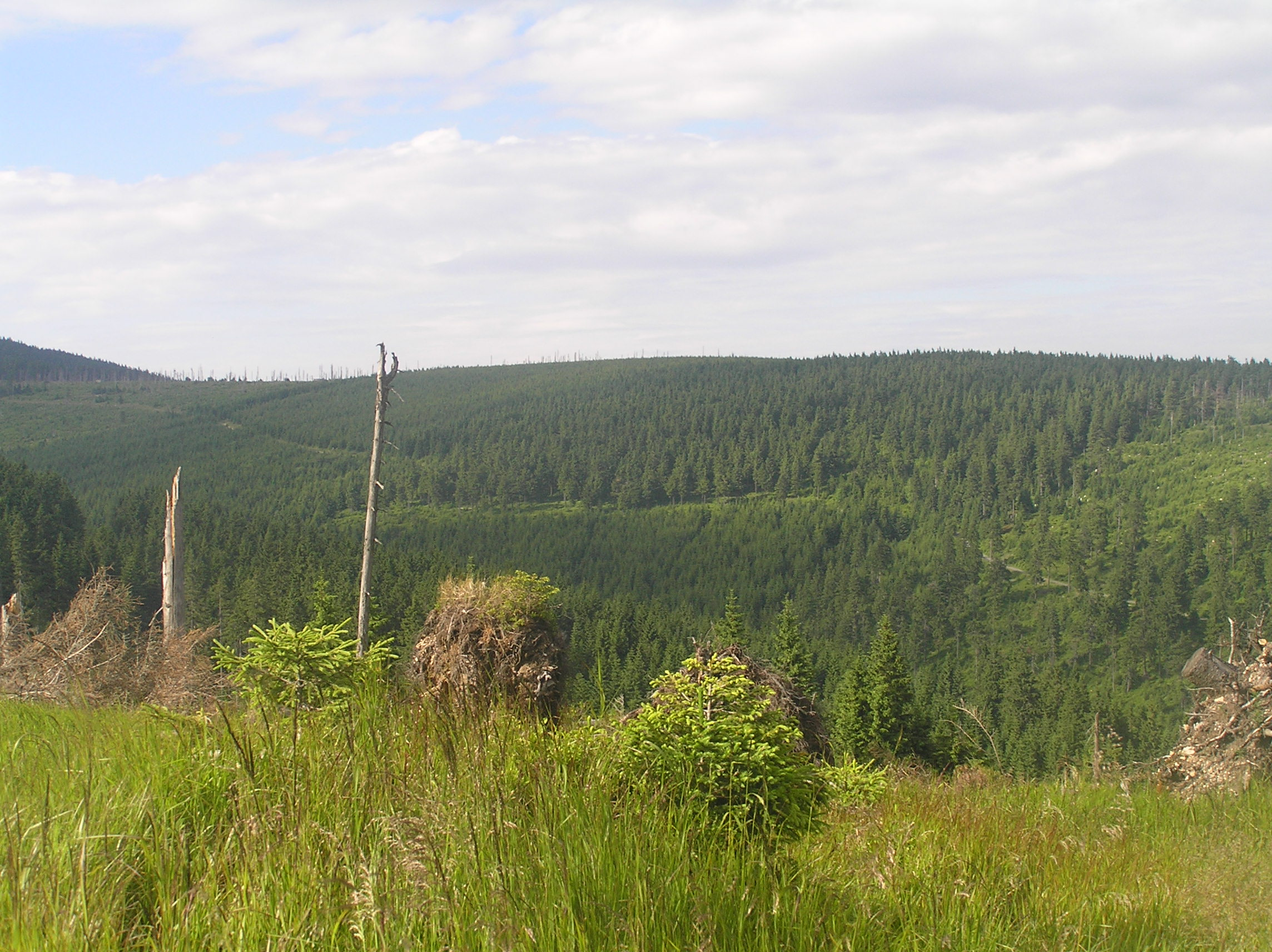
Tetřeví hora ze Souše (JZ)

Spočinek je vodorovný nebo mírně sklopený (do 2°) terénní tvar na svahovém hřbetu nebo na svahu.
Hřbetnice má vždy před a po ukončení spočinku větší spád. Díky tomu může spočinek při čelním pohledu z údolí vypadat jako hora s vrcholem, který ze všech stran vystupuje nad okolní terén, přestože ve skutečnosti žádný vrchol nemá.

## Příklady spočinků
- Hromovka - spočinek Přední Planiny v Krkonoších[4]
- Malý Travný - spočinek Travného v Moravskoslezských Beskydech[5]
- Medvědí hora - spočinek Mravenečníku v Hrubém Jeseníku[6][7]
- Tetřeví hora - spočinek Sušiny v Králickém Sněžníku[8]